# الليالي البيضاء
الليالي البيضاء (بالروسية: Белые ночи) هي قصة قصيرة من تأليف الكاتب الروسي فيودور دوستويفسكي. القصة تُعدُّ من أوائل أعماله، ونُشِرت للمرة الأولى في عام 1848. وكالعديد من مؤلفات دوستويفسكي تُروَى القصة من منظور الراوي المجهول الاسم، وفي القصة يعيش الراوي في مدينة سانت بطرسبورغ، وهو يعاني من الوحدة. تُعدُّ هذه القصة من أفضل قصصه القصيرة، وعُرِضت على السينما في روسيا وإيطاليا وفرنسا وأمريكا والهند وإيران.
الموضوع الرئيسي للقصة هو العلاقة بين الراوي - الشخصية الرئيسية مجهولة الاسم - وصديقته التي تعرَّف عليها حديثاً «ناستينكا». يقع الراوي في حبِّ ناستنكا، ولكنَّه لا يعترف بحبِّه لها، في الوقت الذي تكنُّ فيه ناستنكا حباً عميقاً لرجلٍ آخر يرفض الرد على رسائلها. يهرب كلاهما من الشعور باليأس إلى علاقة الصداقة الودية هذه، فالراوي يهرب من وحدته وناستنكا تهرب من علاقتها الفاترة مع حبيبها. تطلب ناستنكا من الراوي أن يساعدها في كتابة الرسائل إلى حبيبها، وهي لا تعرف أنَّ الراوي يحبُّها أيضاً حُباً جماً، بل وتخبره: «أنا أُحِبُّك، لأنَّك لم تقع في حبِّي». وبسبب حبِّه الشديد لها، يبدأ الراوي في الشعور بالغربة في صحبتها، لأنَّه يضطر إلى التظاهر بعدم محبته لها. عندما لا يردُّ حبيبها على رسائلها تشعر ناستنكا باليأس، خاصةً وأن حبيبها يعيش في نفس المدينة، فتلجئ إلى صديقها لعلَّه يواسيها، وهو ما يدفع الراوي إلى مصارحتها بحبِّه لها. تشعر ناستنكا في البداية بالارتباك، وهو ما لم يتوقَّعه الراوي، ومن ثمَّ يشعر أنَّه بعد هذه الحادثة لن يكون قادراً على متابعة صداقته معها، فيُصِرُّ على عدم رؤيتها مجدداً، ولكنَّها تطلب منه البقاء. يخرج الاثنان إلى الشارع، وتخبره أنَّ ربما تتحول علاقتهما يوماً ما إلى علاقة رومانسية، وهي بوضوح تريد صداقته في حياتها، فيشعر الراوي بالطمأنينة أنَّه استطاع الحفاظ على صداقتها على الأقل. وفي أثناء سيرهما في الشارع يصادفان رجلاً، يلتفت الرجل إلى ناستنكا ويناديها، ويتضح أنَّه حبيبها الذي تراسله، فتقفز إلى ذراعيه فرحاً، وتعود إلى الراوي لتعطيه قبلة سريعة، ولكنَّها تُكمل ليلتها في صحبة حبيبها، تاركةً الراوي وحيداً مجروح المشاعر.

## ملخص الأحداث
قُسمت تلك القصة القصيرة إلى ستة فصول ؛أربع ليالٍ وقصة ناستنكا والصباح:

### الليلة الأولى
يحكي الراوي عن تجربة التجول في شوارع سانت بطرسبرغ، معبرًا عن حبه لتلك المدينة في الليل، وعن راحته فيها. ولكن تلك الراحة تزول عند قدوم النهار، عندما يختفي الناس الذين اعتاد مقابلتهم في الليل. فقد كانت مشاعره مقترنة بمشاعرهم: كلما كانوا سعداء كان هو الآخر سعيدًا، وكلما كانوا يائسين كان هو الآخر يائسًا. أما الوجوه الجديدة التي يشهدها في النهار تصيبه بالوحدة. كلما جال شوارع المدينة تهم المنازل بمخاطبته وتخبره إن كانت قيد التجديد، أو قيد الهدم، أو قيد الطلاء بلون جديد.
يقطن الراوي شقة صغيرة في سانت بطرسبرغ مع خادمته المسنة الانطوائية ماتريونا لتؤنس وحدته. يحكي الراوي قصة علاقته بامرأة شابة تُدعى ناستينكا (تصغير اسم أناستازيا). تصادف بها أول مرة وهي تستند على سياج، منهمكة في البكاء. حينها أصابه القلق بشأنها وفكر في أن يسألها عن خطبها، ولكنه ارتأى أن يمضي قدمًا في طريقه. لم تكن تلك امرأة عادية وانتاب الراوي الفضول بشأنها. وبعدها سمع الراوي صراخها وأسرع بإنقاذها من الرجل الذي كان يضايقها.
حينها أمسكت المرأة بذراعه، وهم هو بمخاطبتها قائلًا إنه شخص وحيد لم يعرف امرأة قط في حياته وأنه يشعر بالخجل من وجوده معها. ثم تطمئنه ناستينكا قائلةً إن النساء يحببن الخجل وأنها تفضل ذلك أيضًا. ثم يخبرها أنه يقضي كل دقيقة من حياته حالمًا باليوم الذي يقابل فيه فتاة تقبل أن تخاطبه بكلمتين وألا تنفر منه أو تزدريه كلما اقترب منها. ويستأنف قائلًا إنه يحلم بالتحدث مع أي فتاة أيًا تكن باحترام وخجل وشغف، موضحًا لها أنه يعاني من الوحدة القاتلة، وأن فرصته في استمالة قلبها معدومة. ثم يستأنف قائلًا إنه لا يجب على فتاة ما أن تنبذه بوقاحة أو أن تستهزئ بشخص خجول وتعيس الحظ مثله. عندما وصلا إلى بيت ناستينكا سألها الراوي عما إذا كان سيراها من جديد. وقبل أن ترد على سؤاله استأنف قائلًا إنه سوف يأتي إلى ذات المكان الذي تقابلا فيه في الغد على أي حال حتى يسترجع تلك اللحظة السعيدة في حياته. وافقت ناستينكا على ذلك قائلةً إنه ليس بيدها أن تمنعه من الذهاب وأن عليها أن تذهب إلى ذات المكان على أي حال. وعدته الفتاة بأن تحكي له قصتها بشرط ألا يقودها الحديث إلى علاقة رومانسية. فهي تشعر بنفس الوحدة التي يشعر بها الراوي.

### الليلة الثانية
عندما تقابلا من جديد سعت ناستينكا إلى كشف المزيد عن حياة الراوي. أخبرها أنه لا يتذكر تاريخ حياته نظرًا إلى أنه قضى حياته بأكملها في وحدة تامة. ولكنها ألحت عليه أن يقص المزيد، ورد عليها بدوره قائلًا إنه من النوع «الحالم». ثم استأنف كلامه موضحًا أن «الحالم» ليس كائنًا بشريًا، بل هو كائن من النوع الانتقالي. وبعدها ألقى بخطاب طويل (بأسلوب يشبه أسلوب الإنسان الصرصار من كتاب «رسائل من أعماق الأرض») عن اشتياقه للصحبة والأنسة، مما دفع ناستينكا إلى أن تعلّق قائلةً: «أنت تتكلم كما لو كنت تقرأ من كتاب ما». وبعدها استأنف قصته بصيغة الغائب ملقبًا نفسه بـ«البطل». يصبح هذا «البطل» سعيدًا عندما ينتهي الناس من أعمالهم ويهمون بالتجول بلا هدف أو وجهة محددة. ثم اقتبس الراوي مقولة فاسيلي جوكوفسكي وذكر شيئًا عن «إلهة الخيال». يحلم الراوي بكل شيء تقريبًا مثل مصاحبة الشعراء وقضاء فصل الشتاء في منزله بصحبة فتاة بجانبه، ويرى أن كآبة الحياة الواقعية تقتل الناس، بينما يمكن للحياة في أحلامه أن تتخذ أي شكلٍ يريده. وفي نهاية خطابه المؤثر طمأنته ناستينكا بعين العطف مؤكدة له أنها سوف تظل صديقة له.

### قصة ناستنكا￼
تروي ناستنكا قصتها ، فتاة نشأت مع جدتها الصارمة التي تربيها تربية منعزلة إلى حد كبير و معاش جدتها صغير للغاية ، لذلك يؤجرون منزلهم لكسب الدخل وعندما يموت نزيلهم الأول ؛ يتم استبداله بشاب أصغر سنا.
يبدأ الشاب بمغازلة صامتة مع ناستنكا ، و يعطيها كتابًا حتى تتمكن من تطوير عادة القراءة إنها تروق لروايات السير والتر سكوت وألكسندر بوشكين. في إحدى المناسبات ، دعاها الشاب مع جدتها إلى مسرحية حلاق إشبيلية. في الليلة التي يقترب فيها النزيل الشاب من مغادرة بطرسبرغ إلى موسكو ، تحثه ناستنكا على الزواج منها. يرفض الزواج الفوري ، قائلاً إنه ليس لديه المال لإعالتهم ، لكنه يؤكد لها أنه سيعود لها بعد ذلك بعام. تنهي ناستنكا قصتها مشيرة إلى مرور عام ولم يرسل لها رسالة واحدة.

### الليلة الثالثة
يدرك الراوي تدريجياً أنه على الرغم من تأكيده على أن صداقتهما ستظل مجرد صداقة ، إلا أنه وقع في حبها حتمًا. ومع ذلك فهو يساعدها عن طريق كتابة ونشر رسالة لعشيقها ، ويخفي مشاعره تجاهها. وينتظرون رده على الرسالة أو ظهوره ، لكن ناستنكا تزداد قلقًا عند غيابه وتستريح في صداقة الراوي. غير مدركة لعمق مشاعره لها ، أخبرته أنها تحبه لأنه لم يقع في حبها.
يبدأ الشاب بمغازلة صامتة مع ناستنكا ، و يعطيها كتابًا طرسبرغ إلى موسكو ، تحثه ناستنكا على الزواج منها. يرفض الزواج ا

### الليلة الرابعة
تشعر ناستينكا باليأس لأنها تعلم أن حبيبها موجود في بطرسبورغ لكنها لم تتصل به. يواصل الراوي مواساتها ، وهي ممتنة للغاية له ، وفجأة يندفع إلى كسر عزمه والاعتراف بحبه لها. ناستنكا تصبح مشوشة في البداية ، والراوي مدركًا أنه لم يعد بإمكانهم الاستمرار في كونهم أصدقاء بنفس الطريقة ، يصرون على عدم رؤيتها مرة أخرى. تحثه على البقاء ، وتقترح أن علاقتهما قد تصبح رومانسية في يوم من الأيام ، لكنها تريد صداقته في حياتها. يصبح الراوي متفائلًا في هذا الاحتمال، أثناء سيرهم ، يمرون بجانب شاب يتوقف ويدعوهم اتضح أنه عشيق ناستينكا، و تقفز بين ذراعيه ثم تعود لفترة وجيزة لتقبيل الراوي لكنها تسير في الليل ، تاركة قلبه منكسراً......

### الصباح
القسم الأخير خاتمة موجزة عن رسالة تلقاها من ناستنكا، والتي اعتذرت فيها عن إيذائه وتصر على أنها ستكون دائمًا شاكرة لرفقته. كما تذكر أنها ستتزوج في غضون أسبوع وتأمل أن يأتي. يمسح الراوي الدموع عن وجنتيه عند قراءة الرسالة.
ماتريونا، الخادمة تقطع أفكاره بإخباره أنها انتهت من تنظيف خيوط العنكبوت. يلاحظ الراوي أنه على الرغم من أنه لم يعتبر ماتريونا امرأة عجوزًا، إلا أنها بدت أكبر سنًا بالنسبة له أكثر من أي وقت مضى ، وتتساءل عما إذا كان مستقبله هو أن يكون بدون الرفقة والحب.

## وصلات خارجية
- الليالي البيضاء (Белые ночи)، النصُّ الأصلي بالروسية، على ويكي مصدر.
- الليالي البيضاء (White Nights)، مترجمة إلى الإنجليزية، على ويكي مصدر.